# Erle C. Kenton
Pour les articles homonymes, voir Kenton.
Erle C. Kenton est un réalisateur, acteur et producteur américain, né le 1er août 1896 à Norboro (Montana) et mort le 28 janvier 1980 à Glendale (Californie).
Il est inhumé au Forest Lawn Memorial Park à Glendale.

### Comme réalisateur

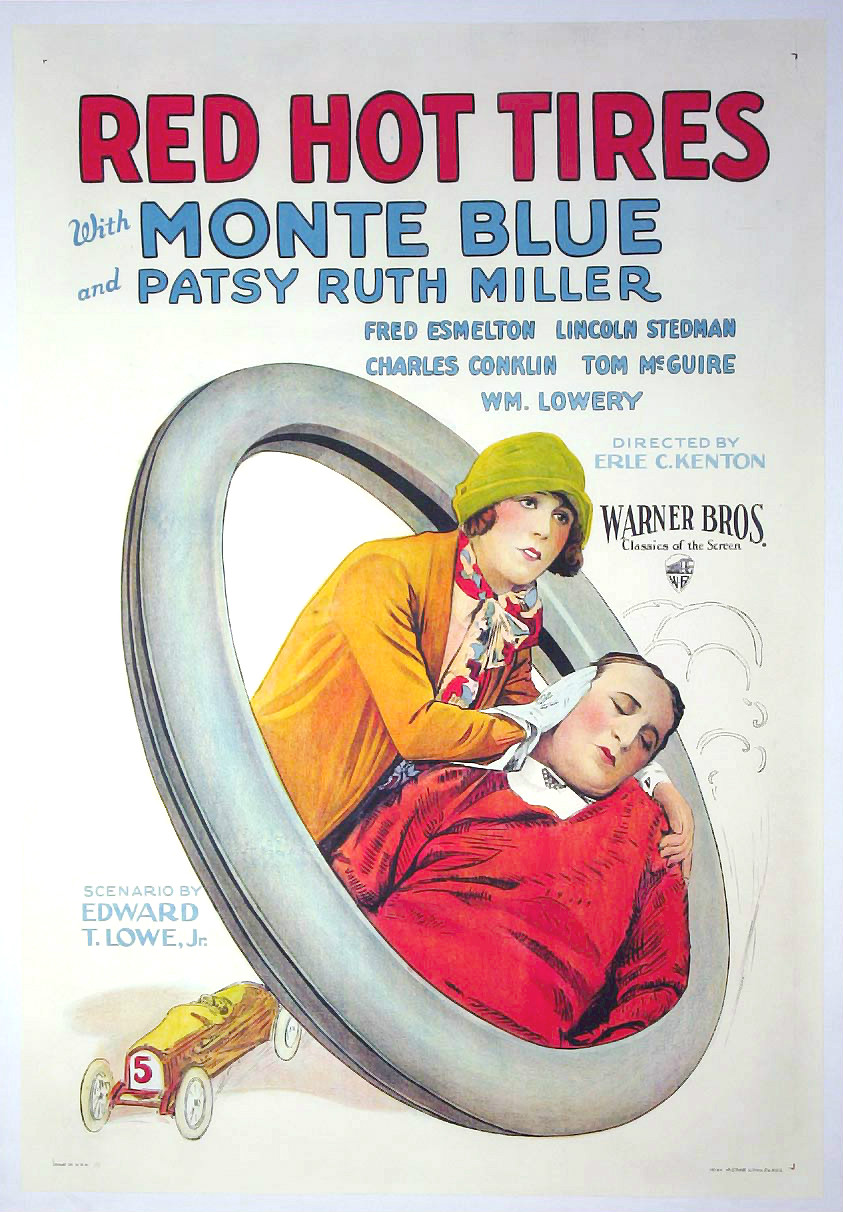
Affiche de Red Hot Tires (1925).

## Filmographie

### Années 1920
- 1919 : No Mother to Guide Him
- 1919 : Among Those Present
- 1919 : A Lady's Tailor
- 1919 : Salome vs. Shenandoah
- 1920 : Un mariage mouvementé (Down on the Farm)[2]
- 1920 : Married Life
- 1920 : You Wouldn't Believe It
- 1920 : His Youthful Fancy
- 1920 : Movie Fans
- 1920 : Love, Honor and Behave!
- 1921 : Dabbling in Art
- 1921 : L'Idole du village (A Small Town Idol)
- 1921 : She Sighed by the Seaside
- 1921 : The Love Egg
- 1921 : The Lucky Number
- 1921 : At Zero Hour
- 1921 : Country Chickens
- 1921 : Dodge Your Debts
- 1921 : A Rural Cinderella
- 1921 : Business Is Business
- 1922 : False Alarm
- 1922 : Laughing Gas
- 1922 : The Haunted House
- 1923 : The Wise Cracker
- 1923 : Clothes and Oil
- 1923 : The Three Gun-Man
- 1923 : Un nouveau Napoléon (Tea: With a Kick!)
- 1923 : Dance or Die
- 1923 : The Roaring Lions
- 1923 : Inbad the Sailor
- 1923 : The Income Tax Collector
- 1924 : Picking Peaches
- 1924 : Flickering Youth
- 1924 : What's the Use?
- 1924 : Andy's Temptation
- 1924 : Winning His Way
- 1924 : A Day of Rest
- 1924 : West of the Water Bucket
- 1924 : Le Courrier de l'or (Westbound)
- 1924 : So This Is Paris
- 1924 : All's Swell on the Ocean
- 1924 : Bring Him In
- 1924 : The Title Holder
- 1924 : The Town Hall To-Night
- 1924 : Health Farm Wallop
- 1925 : A Fool and His Money (1925)
- 1925 : The Danger Signal
- 1925 : Red Hot Tires (en)
- 1926 : The Love Toy
- 1926 : Other Women's Husbands
- 1926 : The Sap (en)
- 1926 : La Coupe de Miami (The Palm Beach Girl)
- 1927 : Rooms for Rent
- 1927 : Youth and Beauty
- 1927 : Broke Again
- 1927 : I'm the Sheriff
- 1927 : Wedding Bill$
- 1927 : The Rejuvenation of Aunt Mary
- 1927 : The Girl in the Pullman
- 1928 : Companionate Marriage
- 1928 : Bare Knees
- 1928 : The Sporting Age
- 1928 : Pour l'amour du sport (Golf Widows)
- 1928 : Name the Woman
- 1928 : The Street of Illusion
- 1928 : Nothing to Wear
- 1928 : Le Cirque maudit (The Sideshow)
- 1929 : Trial Marriage
- 1929 : Father and Son
- 1929 : Song of Love
- 1929 : Cabaret mexicain (Mexicali Rose)

### Années 1930
- 1930 : A Royal Romance
- 1931 : The Last Parade
- 1931 : Lover Come Back
- 1931 : Left Over Ladies
- 1931 : Le Reportage tragique (X Marks the Spot)
- 1932 : Stranger in Town
- 1932 : Guilty as Hell (en)
- 1932 : L'Île du docteur Moreau (Island of Lost Souls)
- 1933 : From Hell to Heaven
- 1933 : Disgraced!
- 1933 : Big Executive
- 1934 : L'École de la beauté (Search for beauty)
- 1934 : Dollars et Whisky (You're Telling Me!)
- 1935 : The Best Man Wins
- 1935 : Party Wire
- 1935 : The Public Menace (en)
- 1935 : Grand Exit
- 1936 : Devil's Squadron
- 1936 : Counterfeit (en)
- 1936 : End of the Trail (en)
- 1937 : La Danseuse de San Diego (The Devil's Playground)
- 1937 : Racketeers in Exile
- 1937 : She Asked for It
- 1938 : The Lady Objects
- 1938 : Little Tough Guys in Society
- 1939 : Everything's on Ice
- 1939 : Escape to Paradise

### Années 1940
- 1940 : Remedy for Riches (en)
- 1941 : Petticoat Politics (en)
- 1941 : Melody for Three (en)
- 1941 : Naval Academy (en)
- 1941 : They Meet Again (en)
- 1941 : Flying Cadets
- 1942 : La Fièvre de l'or (en) (North to the Klondike)
- 1942 : Jeux dangereux (en) (Frisco Lil)
- 1942 : Le Fantôme de Frankenstein (ou Le Spectre de Frankenstein) (The Ghost of Frankenstein)
- 1942 : Deux Nigauds dans une île (Pardon My Sarong)
- 1942 : Deux Nigauds détectives (Who Done It?)
- 1943 : How's About It (en)
- 1943 : Deux Nigauds dans le foin (It Ain't Hay)
- 1943 : What We Are Fighting For
- 1943 : Always a Bridesmaid (en)
- 1944 : Prices Unlimited
- 1944 : Hommes du monde (In Society)
- 1944 : La Maison de Frankenstein (House of Frankenstein)
- 1945 : She Gets Her Man
- 1945 : La Maison de Dracula (House of Dracula)
- 1946 : The Cat Creeps
- 1946 : Little Miss Big
- 1948 : Bob and Sally

### Années 1950
- 1950 : One Too Many
- 1950 : Racket Squad (en) (série TV)
- 1951 : Secrets of Beauty
- 1957 : Fight for the Title

### Années 1960
- 1966 : Doom of Dracula

### Comme acteur
- 1915 : A Janitor's Wife's Temptations
- 1916 : A Bath House Blunder de Dell Henderson
- 1916 : The Surf Girl
- 1916 : His Bread and Butter d'Edward F. Cline
- 1917 : When Hearts Collide
- 1917 : Les Déboires de Philomène (Are Waitresses Safe?) de Hampton Del Ruth et Victor Heerman
- 1917 : His Speedy Finish : Professional killer
- 1917 : Casimir et la Formule secrète (An International Sneak) de Hampton Del Ruth et Fred C. Fishback
- 1918 : The Summer Girls
- 1918 : His Smothered Love
- 1918 : Her Blighted Love
- 1918 : Friend Husband (it)
- 1919 : When Love Is Blind : A Crook
- 1936 : End of the Trail (en) : Theodore Roosevelt
- 1942 : Universal Musical Short 6228: The Gay Nineties : Director in Skit

### Comme producteur
- 1943 : Symphonie loufoque (Crazy House)